# Jozef Roháček
Jozef Roháček (5. února 1877, Stará Turá – 28. července 1962, Bratislava) byl slovenský evangelický teolog, duchovní, spisovatel a překladatel. Je autorem prvního překladu Bible do spisovné slovenštiny z původních jazyků.
Úplný Roháčkův překlad Bible vyšel poprvé roku 1936.
Z manželství s Růženou, roz. Vranou se mu narodily děti Ivan, Viera a Miloš.